# 長沙里9.15
『長沙里9.15』 （チャンサリ きゅういちご、朝鮮語原題：장사리: 잊혀진 영웅들）は、2019年の大韓民国の戦争アクション映画。朝鮮戦争中、仁川上陸作戦を成功させるために陽動作戦として実施された「長沙上陸作戦」の顛末を描く。

## 概要
本作品は、朝鮮戦争中、釜山橋頭堡に追い詰められた国連軍が反攻に転じるべく計画された仁川上陸作戦を成功に導くため、未熟な學徒義勇兵と僅かな武器・食料で陽動作戦に挑んだ韓国軍部隊の死闘を描く戦争アクション映画である。監督は、大ヒット作『友へ チング』で知られるクァク・キョンテクとテレビシリーズ『IRIS2-アイリス2- ：ラスト・ジェネレーション』を手掛けたキム・テフンがコンビで務めた。絶望的な状況で部隊の指揮を執るイ・ミョンジュン大尉役には、『白い巨塔』、『私の愛、私のそばに』、『V.I.P. 修羅の獣たち』など数々のドラマや映画に出演しているキム・ミョンミンが、元水泳選手で学生兵をまとめる分隊長のチェ・ソンピル役には、アイドルグループ「SHINee」のメンバーであり映画『アンダードッグ 二人の男』で好演したチェ・ミンホが、「捨て石」にされた学生兵を救うべく力を尽くす女性従軍記者のマギー役には、『トランスフォーマー』や『ミュータント・タートルズ』で知られるハリウッド女優のミーガン・フォックスが、それぞれ起用された。その他の役には、キム・ソンチョル、キム・イングォン、クァク・シヤンらが配された。

## あらすじ
1950年夏、北朝鮮軍の猛攻に敗走を重ねた国連軍は、朝鮮半島南東端の釜山橋頭堡にまで追い詰められていた。戦局を一挙に打開するため、マッカーサー国連軍司令官は大規模な上陸作戦を立案、敵軍の背後へ大きく迂回し仁川からソウルを目指す「仁川上陸作戦（クロマイト作戦）」の実施を決定した。この奇襲上陸作戦を成功に導くべく、韓国軍上層部は、北朝鮮軍を欺くため、日本海側の慶尚北道盈徳郡南亭面長沙里（チャンサリ、朝：장사리）の海岸に陽動部隊を上陸させることを決め、イ・ミョンジュン大尉（キム・ミョンミン）に陽動作戦の決行を命じた。しかし、陽動部隊の内実は、平均年齢17歳、訓練期間2週間の未熟な学生兵たち772人であり、しかも、支給された武器弾薬は乏しく、食料も僅かであった。それでも、彼らは、敵軍が待ち構える長沙里に向かうのだが…。

## キャスト
イ・ミョンジュン大尉 - キム・ミョンミン
主人公。圧倒的に不利な戦力で陽動作戦の指揮を強いられる。
チェ・ソンピル - チェ・ミンホ
学生兵を統率する分隊長。元水泳選手だった。
キ・ハリュン - キム・ソンチョル
学生兵。訓練所で最も優秀な成績を記録しているエース。
リュ・テソク上士 - キム・イングォン
危機の際には常に先頭に立つ。
パク・チャンニョン中尉 - クァク・シヤン
学生兵の生き残りのために奮闘する。
スティーブン大佐 - ジョージ・イーズ
アメリカ軍の高級軍人。
マギー - ミーガン・フォックス
女性従軍記者。陽動作戦で「捨て石」にされた学生兵を救うべく行動する。
この役は、女性でありながら従軍記者として活躍し、ピューリッツァー賞を受賞したマルグリート・ヒギンズと、報道写真やドキュメンタリーなど数々の写真を撮影し活躍した女性写真家のマーガレット・バーク＝ホワイトをモデルとしている。
クク・マンドゥク - チャン・ジゴン
学生兵。体が大きく太っており、大食漢でもある。
ムン・ジョンニョ - イ・ホジョン
学生兵。ある秘密を抱えている。
イ・ゲテ - イ・ジェウク
学生兵。射撃が得意。